# Kurt Czekalla
Kurt Czekalla (* 30. September 1930 in Schönebeck; † 19. März 2002) war ein deutscher Sportschütze, der für die Deutsche Demokratische Republik antrat.
Mit 29 Jahren nahm der gelernte Kfz-Mechaniker an einem Betriebssportfest teil und fiel am Schießstand den Betreuern von der GST auf. Über das Schießen mit dem Kleinkalibergewehr fand er zum Trap und arbeitete sich in dieser Sportart langsam in die DDR-Spitze vor. 1967 erreichte er, für die GST Schönebeck startend, den zweiten Platz bei der DDR-Meisterschaft und trat auch erstmals bei einem internationalen Wettkampf an.
Im Sommer 1968 erreichte er beim Ostseepokal in Heiligendamm etwas überraschend die Olympianorm. Daraufhin wurde er kurzfristig zum führenden Schießklub der DDR delegiert, dem GST-Klub Leipzig und für die Olympischen Spiele nachnominiert. Bei den Olympischen Spielen in Mexiko-Stadt siegte der Brite John Braithwaite mit 198 Treffern, dahinter erreichten der US-Amerikaner Thomas Garrigus, Pāvels Seničevs aus der Sowjetunion und Kurt Czekalla jeweils 196 Treffer und schossen die Medaillen in einem Stechen aus. In der ersten Runde erzielte Senitschew 22 Scheiben, während Garrigus und Czekalla alle 25 Wurfscheiben trafen. Im zweiten Stechen setzte sich der Amerikaner mit 25 zu 23 Scheiben durch, Czekalla erhielt die Bronzemedaille.
1969 und 1970 gewann Czekalla jeweils den Titel bei der DDR-Meisterschaft, bei der Europameisterschaft 1971 in Suhl belegte er den 21. Platz. Nachdem sich Czekalla nicht für die Olympischen Spiele 1972 qualifizieren konnte, kehrte er von Leipzig nach Schönebeck zurück und arbeitete als Kfz-Meister.